# Otto Matoušek
Otto Matoušek, křtěný Otto Josef Matoušek (3. prosince 1890 Plzeň – 3. března 1977 České Budějovice), byl český malíř a legionář, plukovník československé armády. Otto Matoušek patří mezi nejvýznamnější české malíře působící na jihu Čech.

## Život

### Studia
Otto Josef Matoušek se narodil 3. prosince roku 1890 v Plzni. Po absolvování městské obchodní akademie v Plzni nastoupil v roce 1910 na studia Akademie výtvarných umění v Praze. Zde jej ovlivnilo několik učitelů: akademický malíř Jan Preisler; malíř, ilustrátor a kreslíř Maxmilián Pirner, člen Srbské akademie věd a umění a Srbské učené společnosti, chorvatský malíř Vlaho Bukovac (italsky Biagio Faggioni). Pražskou Akademii výtvarných umění ukončil Matoušek v roce 1915. Ovlivněn českým impresionistickým malířem Antonínem Slavíčkem se Otto hodlal věnovat především krajinomalbě. Ještě během pražských studií navštěvoval grafický kurz v Technologickém muzeu.

Učitelé, profesoři a inspirátoři
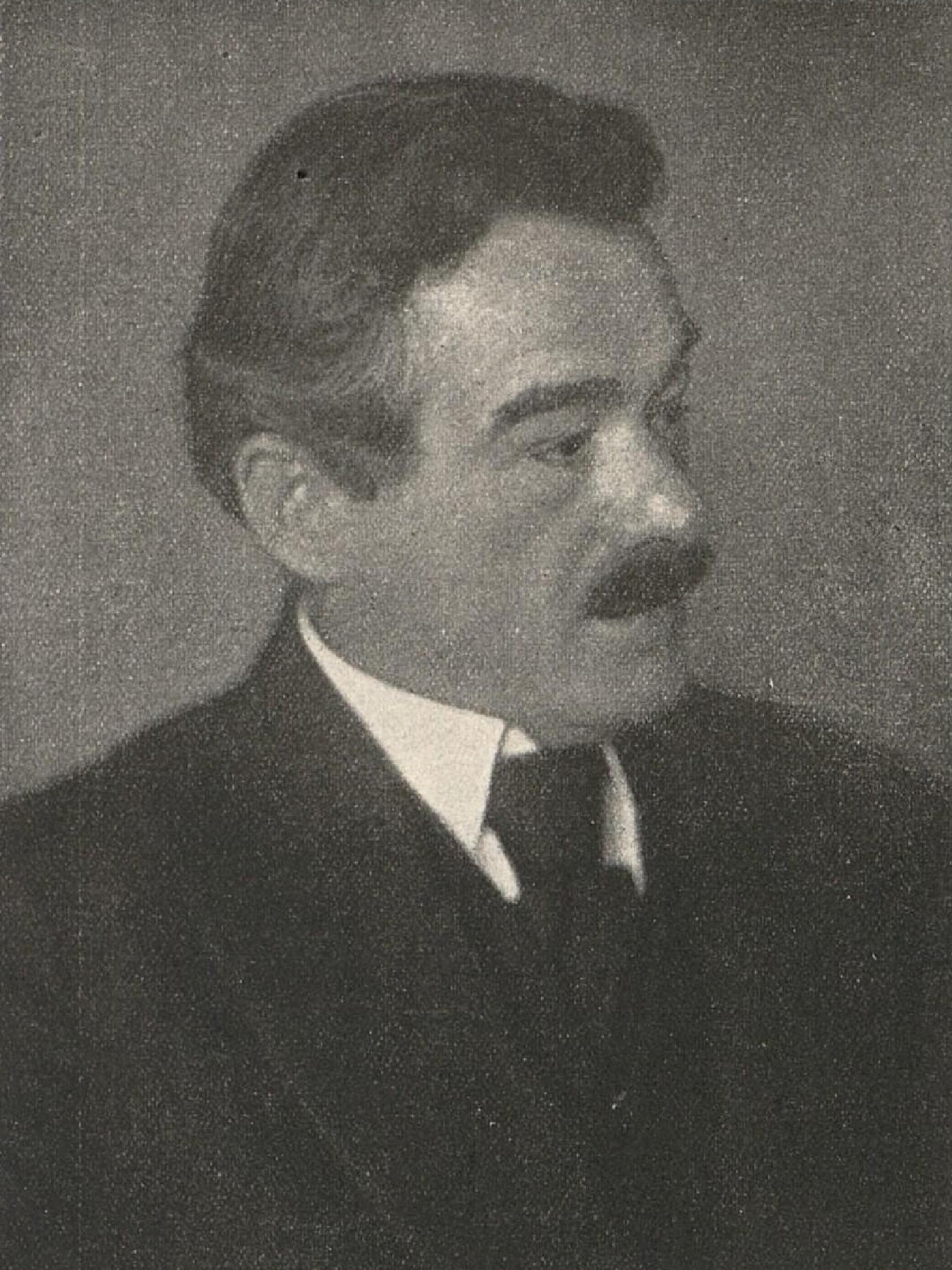
Jan Preisler
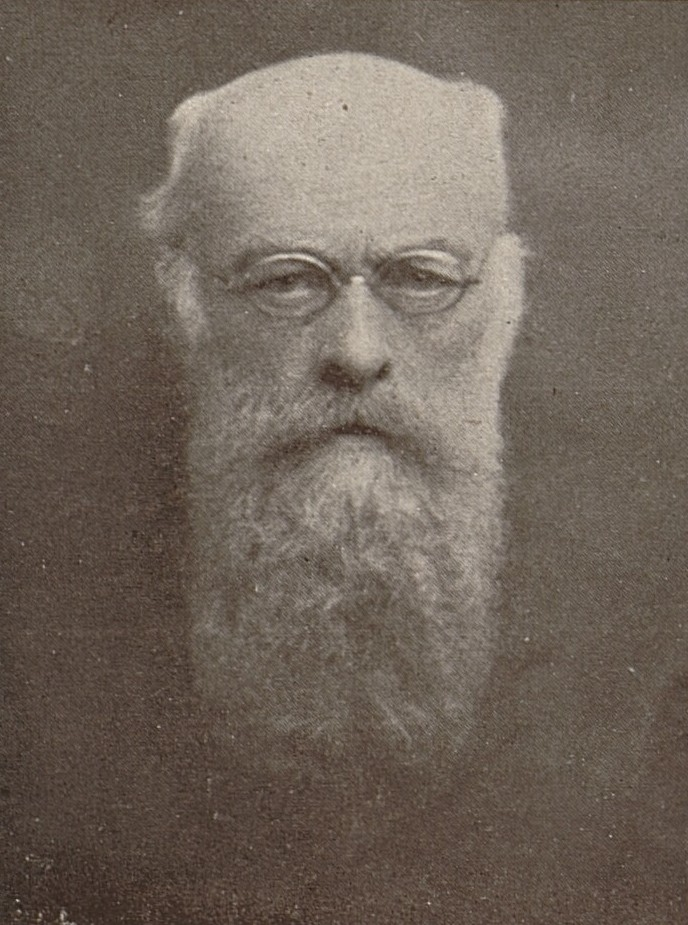
Maxmilián Pirner
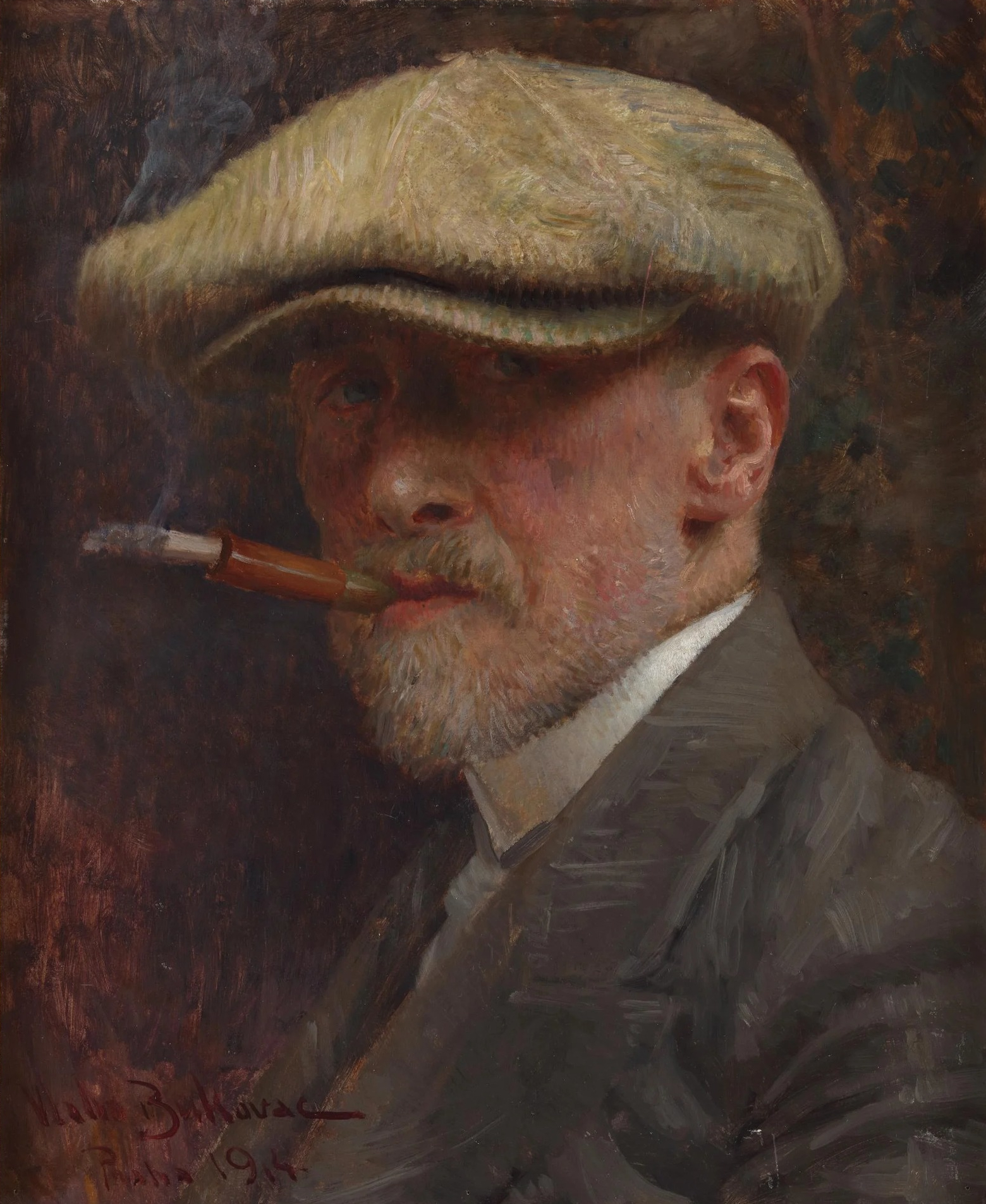
Vlaho Bukovac
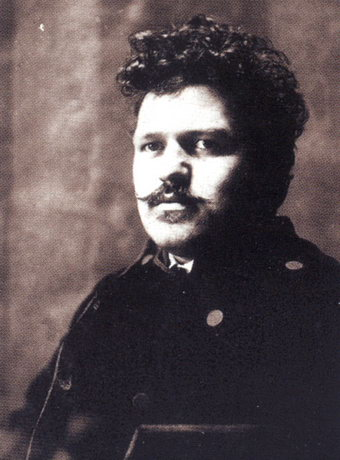
Antonín Slavíček

### První světová válka

#### V čs. legiích na Rusi

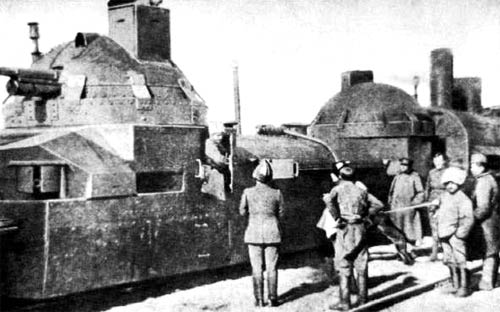
Čechoslováci u obrněného vlaku Orlík

Po vypuknutí první světové války musel Otto Matoušek narukovat do rakousko-uherské armády a s pěším plukem číslo 35 byl odvelen na ruskou frontu. Do nepřátelského zajetí padl 31. srpna 1915 na Strypě, následovaly dlouhé měsíce pobytu v zajateckém táboře Varvarapolje a pak v Suzdalu (Vladimirská gubernie). V Suzdalu si Matoušek podal přihlášku do řad vojáků československých legií na Rusi, kam byl zařazen 31. července 1917. Zpočátku nastoupil v hodnosti vojína k 1. střeleckému pluku (záložní prapor) a po projití důstojnickým kurzem v Borispolu byl v lednu 1917 odeslán do důstojnické zálohy ve městě Bělgorodu. V hodnosti praporčíka (povýšen byl ale až k datu 8. června 1917) byl 31. května 1917 převelen k 6. československému střeleckému pluku „Hanáckému“. Tady vykonával funkci velitele výzvědné roty. S touto jednotkou prošel boji u Bachmače. Díky svým vojenským schopnostem byl v krátké době pověřen velením improvizovaných obrněných legionářských vlaků. Otto Matoušek se účastnil všech bojů od Marianovky po Omsk a poté dále na Tjumeň, Jekatěrinburk a Perm. Do hodnosti kapitána byl povýšen začátkem srpna 1918. V říjnu 1918 velel oddílu pěší rozvědky během bojů o stanici Samara.

#### Studijní cesta do Japonska
V roce 1919 byl Otto Matoušek (na popud Informačně-osvětového odboru Ministerstva vojenství v Rusku) odeslán Otto Matoušek do Japonska na studijní cestu (od července 1919 do prosince 1919), jejímž cílem bylo především studium japonské grafiky. V Japonsku Matoušek cestoval a navštívil tam Jokohamu, Kjóto, Ósaku, Nagasaki a také Tokio. (Z této studijní cesty později čerpal své inspirace pro krajinomalbu.) Z Japonska si dovezl velké množství pohlednic s architekturou, se scenériemi Japonských Alp či obory v Naře.

#### Návrat do vlasti
Návrat ze studijní cesty po Japonsku znamenal Matouškův návrat k jeho jednotce (6. střelecký pluk). Tady, kromě velitelských funkcí, se ujal funkce spoluredaktora plukovního časopisu Hanák. Spolu s 6. střeleckým plukem v hodnosti kapitána štábu se Matoušek nalodil ve Vladivostoku na zaoceánskou transportní loď USAT President Grant. Toto plavidlo odplulo (v rámci 23. lodního transportu čs. legií) z Vladivostoku 27. dubna 1920 a do cíle své cesty – italského Terstu loď dorazila 12. června 1920. Tomuto transportu (čítajícímu více než 5 tisíc osob, jehož cesta vedla přes Hongkong, Singapur, Kolombo, Suezský průplav a Port Said) velel plukovník Bohuslav Všetička – náčelníka štábu československého vojska na Rusi. Po návratu do Československa bylo legionáři Otto Matouškovi ukončeno členství v čs. legiích k 20. červnu 1920.

Cesta do Československa
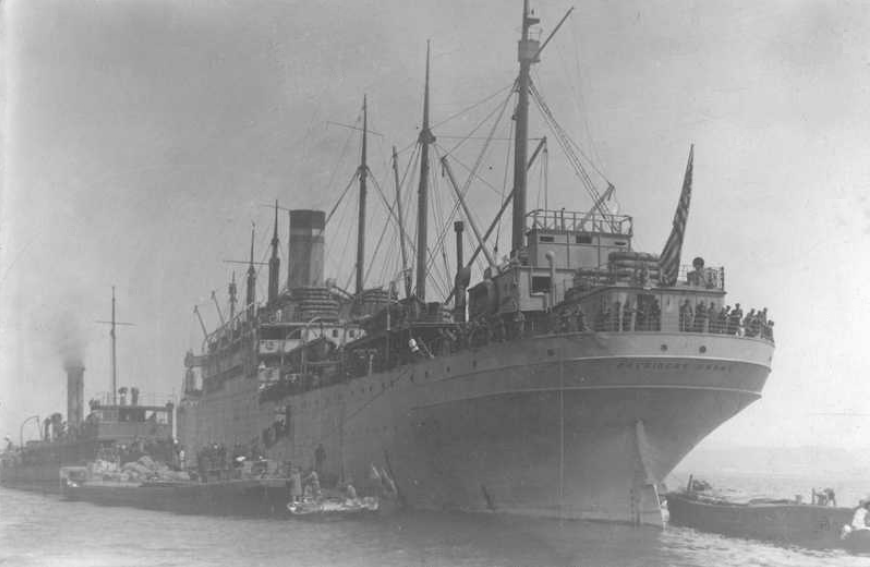
Zaoceánská transportní loď USAT President Grant připravena ve Vladivostoku (1920)
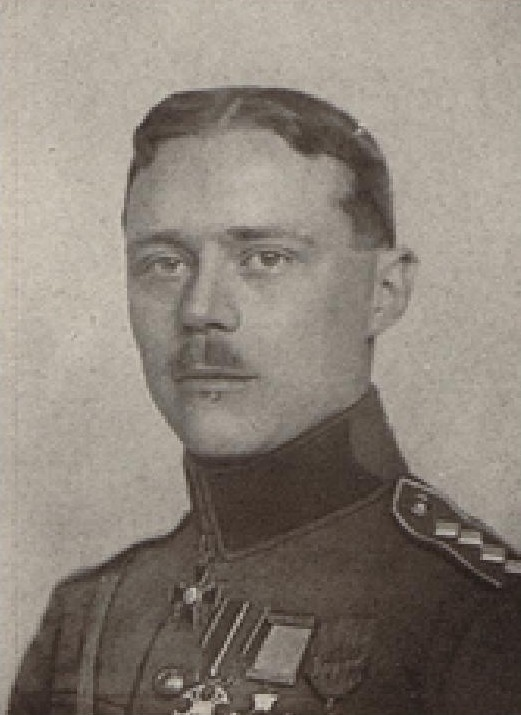
Velitel 23. lodního transportu Bohuslav Všetička
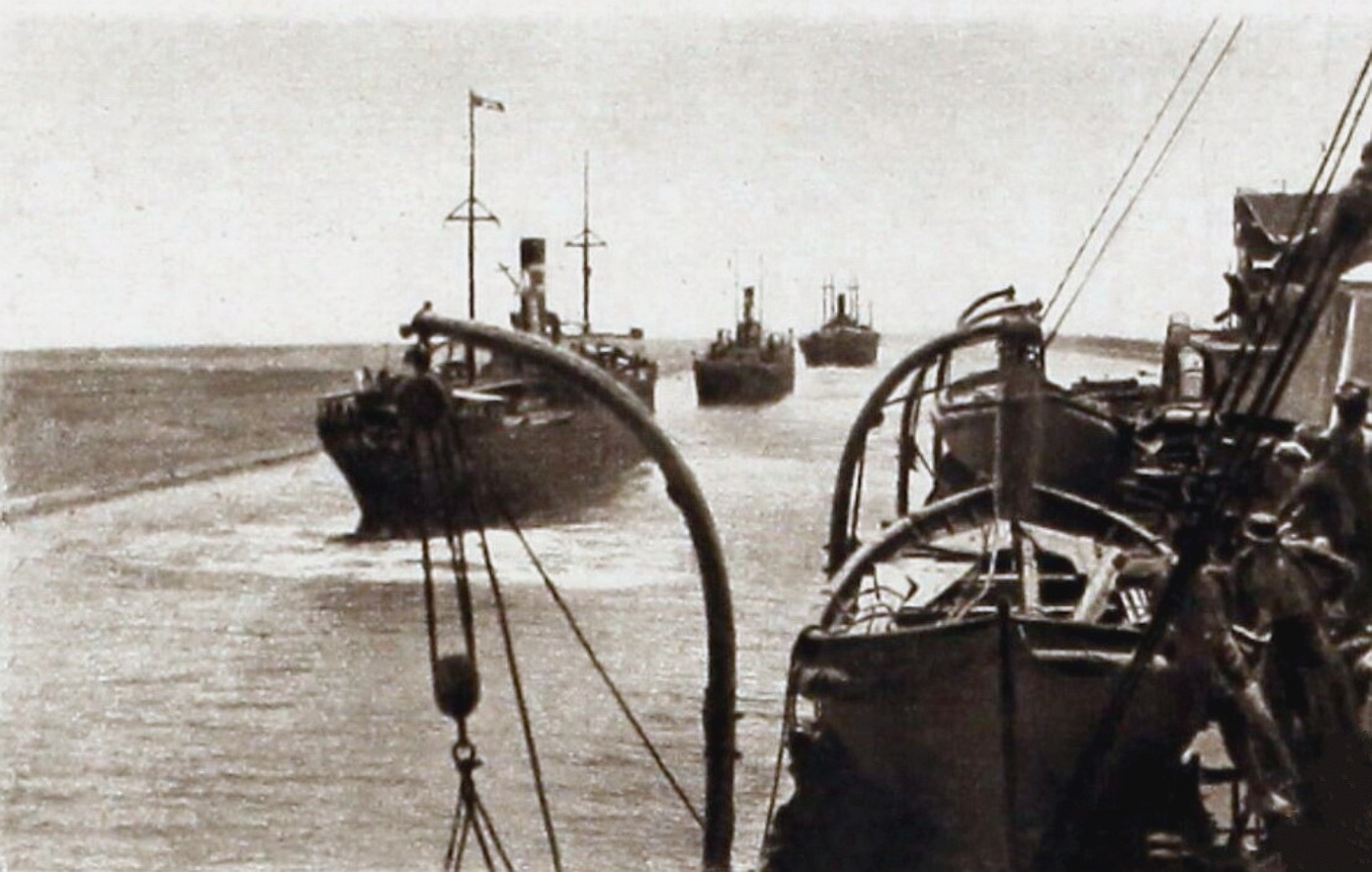
Průjezd transportní lodi s československými legionáři Suezským průplavem (cca 1919–1920)

### Mezi světovými válkami

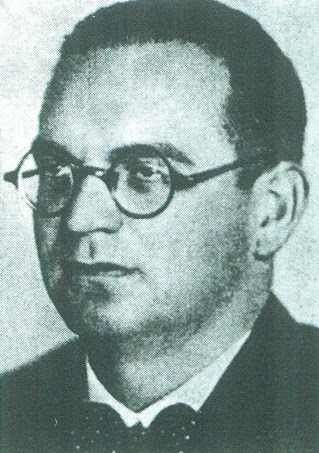
Architekt Karel Chochola

Se svojí manželkou Miladou se Otto Matoušek oženil koncem roku 1920 a v roce 1922 se manželům Matouškovým narodil syn. Otto Matoušek se stal důstojníkem z povolání v československé prvorepublikové armádě. Jako člen dokumentační komise (jejím úkolem byla exhumace ostatků Neznámého vojína z Cecovské mohyly a jejich převoz do Prahy) byl v průběhu roku 1922 vyslán (jako malíř) na bývalé zborovské bojiště. Přímá přítomnost citlivé malířské duše v místech zborovských bojů byla pro Matouška inspiračním zdrojem k velkému počtu jeho uměleckých prací (řada linorytů a obrazů). Některé z jeho obrazů byly následně umístěny v Památníku národního osvobození v Praze (dnes Národní památník na Vítkově), kde Otto pracoval jako výtvarný referent až do roku 1924. Po roce 1924 byl Otto převelen k pěšímu pluku 1 „Jana Husi“ v Českých Budějovicích.
A byl to právě Otto Matoušek, kdo (společně s architektem Karlem Chocholou) založil v roce 1925 Sdružení jihočeských výtvarníků v Českých Budějovicích. (Jihočeský venkov a jeho malebná krajina daly vzniknout mnoha jeho jihočeským krajinářským dílům.) Otto Matoušek v sobě vojenskou duši nezapřel: úzce spolupracoval s časopisem Naše vojsko pro jehož účely vytvořil na 200 obálek ze života československých vojáků a rovněž celou řadu pohlednic s motivy života vojínů horských a hraničářských praporů. Malířsky a graficky ale zachytil ve svých dílech ponejvíce motivy z bojů československých legionářů na Rusi. Svoje působení v prvorepublikové československé armádě předčasně ukončil (ze zdravotních důvodů) v roce 1938 v hodnosti plukovníka.

### Druhá světová válka

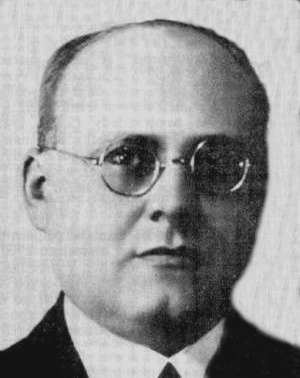
Vasil Škrach

Po nastolení protektorátu (po 15. březnu 1939) se Otto Matoušek zapojil do protiněmeckého domácího odboje v rámci skupiny nazývané Vasil Škrach. Otto Matoušek byl zatčen gestapem v březnu 1943 a po absolvování zostřených výslechů byl vězněn v policejní věznici gestapa v Malé pevnosti Terezín a na Kladně. Do koncentračního tábora Flossenbürg byl deportován z Terezína dne 15. prosince 1943. Když se ke koncentračnímu táboru Flossenbürg začátkem dubna 1945 začaly blížit americké jednotky, byl Otto Matoušek zařazen 19. dubna 1945 do pochodu smrti (v rámci organizované násilné evakuace 22 000 vězňů, která byla zahájena 20. dubna 1945). Cílem tohoto pochodu smrti byl koncentrační tábor Dachau. Koncentrační tábor Flossenbürg byl americkou armádou osvobozen 23. dubna 1945; v tentýž den byl i pochod smrti ukončen zásahem Američanů v bavorském Stamsriedu.

### Po druhé světové válce

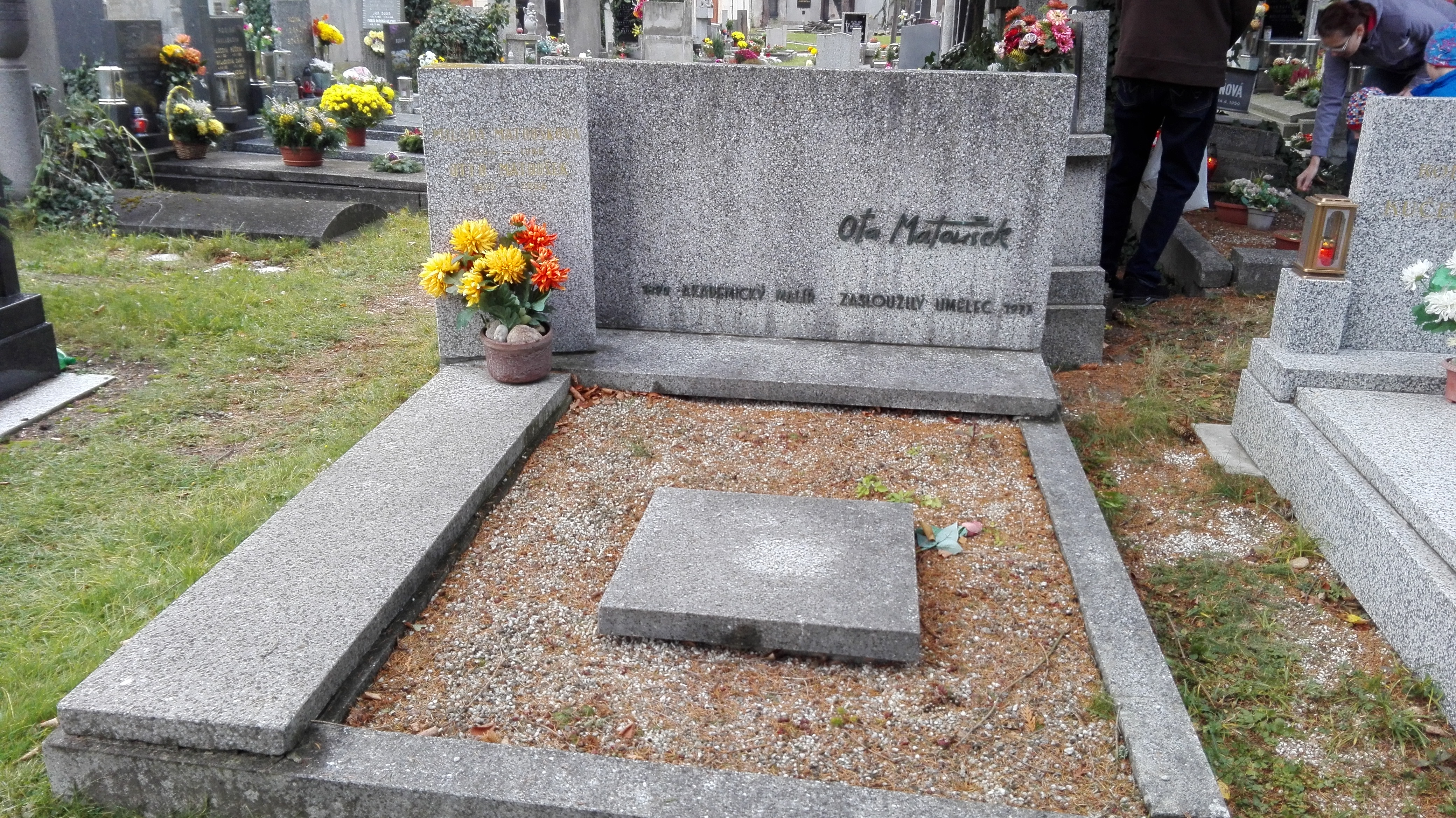
Hrob Oty Matouška na hřbitově svaté Otýlie v Českých Budějovicích

Životní prožitky utrpení a strádání z nacistických káznic a koncentračního tábora se obtiskly do jeho tvorby (cyklus nazvaný příznačně Koncentrák vznikl ještě v roce 1945). Odpoutání od těchto témat našel Otto ale záhy v poválečném návratu ke své oblíbené jihočeské krajině a k životu venkovského lidu ve svých akvarelech a olejomalbách.
Matoušek působil v řadě uměleckých organizací (za všechny např. Svaz československých výtvarných umělců, Sdružení českých umělců grafiků Hollar). Ve svém pozdním období života se věnoval speciálně malbě jihočeských rybníků a lipenského jezera zvláště. Za svoji celoživotní práci získal Řád práce a v roce 1971 obdržel titul Zasloužilý umělec. Otto Matoušek opustil tento svět 3. března 1977 v Českých Budějovicích, je pochován na hřbitově svaté Otýlie (hlavní hřbitov v Českých Budějovicích). 

## Výtvarné dílo
Patří k zakladatelům prvé jihočeské organizace Sdružení jihočeských výtvarníků a byl členem spolku Myslbek. Jeho malířská i grafická tvorba je ovlivněna japonskou grafikou. Výtvarně zpracoval také materiály pro československé legie. Jeho tvorba je také spojena a jihočeskou krajinou. Známé jsou především jeho dřevoryty a linoryty znázorňující výjevy z I. a II. odboje, desky na legionářské časopisy Za svobodu, legionářské pohlednice či obrazové prémie. Jeho čtyři cykly linorytů byly často součástí nejedné legionářské výstavy (především v jižních Čechách) do roku 1938. Některé jeho práce byly umístěny v předválečné výzdobě Památníku osvobození na pražském Vítkově. (Otto Matoušek byl také jeho náčelníkem).

## Legionáři – výtvarní umělci
Jihočeské vojáky-umělce spjaté s čsl. legiemi zastupují spolu s Ottou Matouškem sochař Otto Birma (1892–1983), malíř Jan Kojan (* 1886), výtvarník Václav Švec (* 1886), výtvarník a pedagog v Českých Budějovicích Otakar Trčka (* 1883). Ze severních Čech pocházel Jindřich Vlček, který pracoval v Hradci Králové také na sérii poštovních známek s legionářskou tematikou. Volně na tematiku čsl. legií v Rusku navázal v roce 1988 obrazovým cyklem „Z deníku dědy legionáře“ malíř Tomáš Císařovský. Jeho cyklus pojednává o anabázi československých legionářů na Rusi.

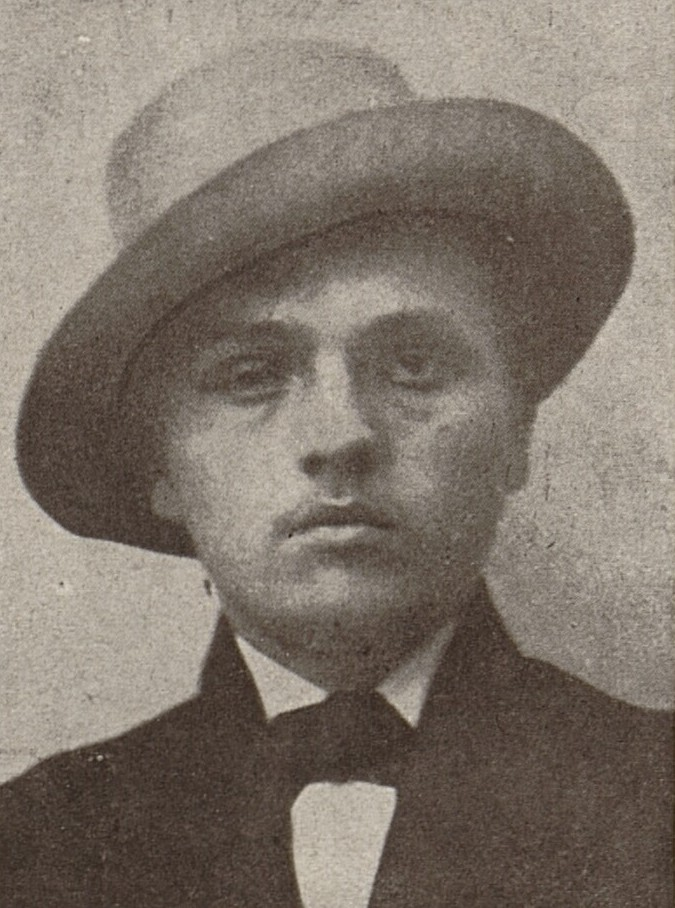
Otto Birma
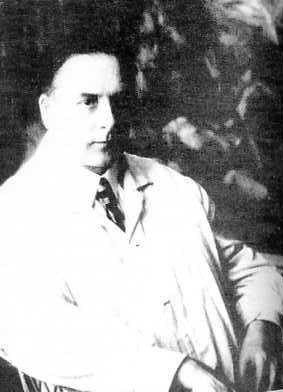
Jan Kojan
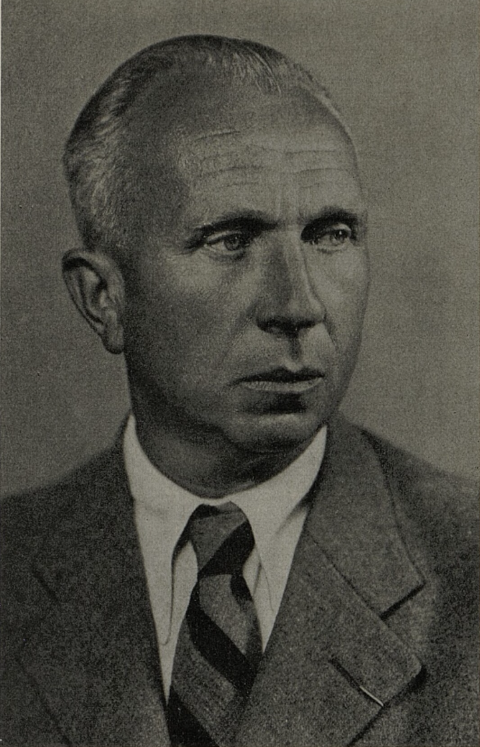
Jindřich Vlček

## Vyznamenání
- Řád svaté Anny, III. třída s meči a mašlí, udělena 19.02.1919 (Rusko)[3]
- Československý válečný kříž 1914–1918[3]
- Československá revoluční medaile, se štítky „Bachmač“, „Sibiř“, „6“[3]
- Československá medaile Vítězství, 1922[3]
- Řád práce, 1965
- Pamětní medaile mezinárodní federace starých bojovníků Fidac
- Pamětní odznak Čs. dobrovolce z let 1918–1919
- Československý válečný kříž 1939
- Pamětní medaile 6. střeleckého pluku hanáckého
- Pamětní kříž Československé obce dobrovolecké
- Bachmačská pamětní medaile
- Pamětní medaile Za věrnost a brannost
- Pamětní medaile svazu československého důstojnictva